# Храмовый комплекс Дендеры
Храмовый комплекс Дендеры — древнеегипетский храмовый комплекс в Дендере, в 55 км к северу от Луксора в Верхнем Египте. Является одним из наиболее хорошо сохранившихся храмовых комплексов Древнего Египта.

## Описание
Весь комплекс занимает площадь около 40000 м² и имеет протяжённость 79 метров. Он возведён из песчаника и окружён стеной из сырцового кирпича. Первые постройки на этой площадке относятся ещё ко временам Древнего царства, большая часть сооружения была построена в эпоху Птолемеев, а заканчивалось строительство при римском императоре Тиберии. Однако под основанием храмов находятся здания предыдущих эпох, древнейшие могут быть отнесены к царствованию строителя Великой пирамиды — Хуфу (ок. 2613 — ок. 2494 годов до н. э.). Известно о реставрационных работах при фараоне Пиопи I.
Комплекс включает в себя:
- Храм Хатхор (главный храм)
- Храм рождения Исиды
- Священное озеро (источник воды для священных ритуалов и повседневного использования)
- Санаторий (аналог римской бане, но исключительно для купания и ночлега, чтобы явить вещие сны)
- Маммиси Нектанебо II
- Христианская базилика (использовалась коптской церковью)
- Римская маммиси
- Святыня Барка (место отдыха за пределами комплекса)
- Ворота Домициана и Траяна
- Римский киоск

Рядом с храмовым комплексом расположен некрополь Дендеры, который восходит к раннему династическому периоду и к первому переходному периоду.

## Храм Хатхор

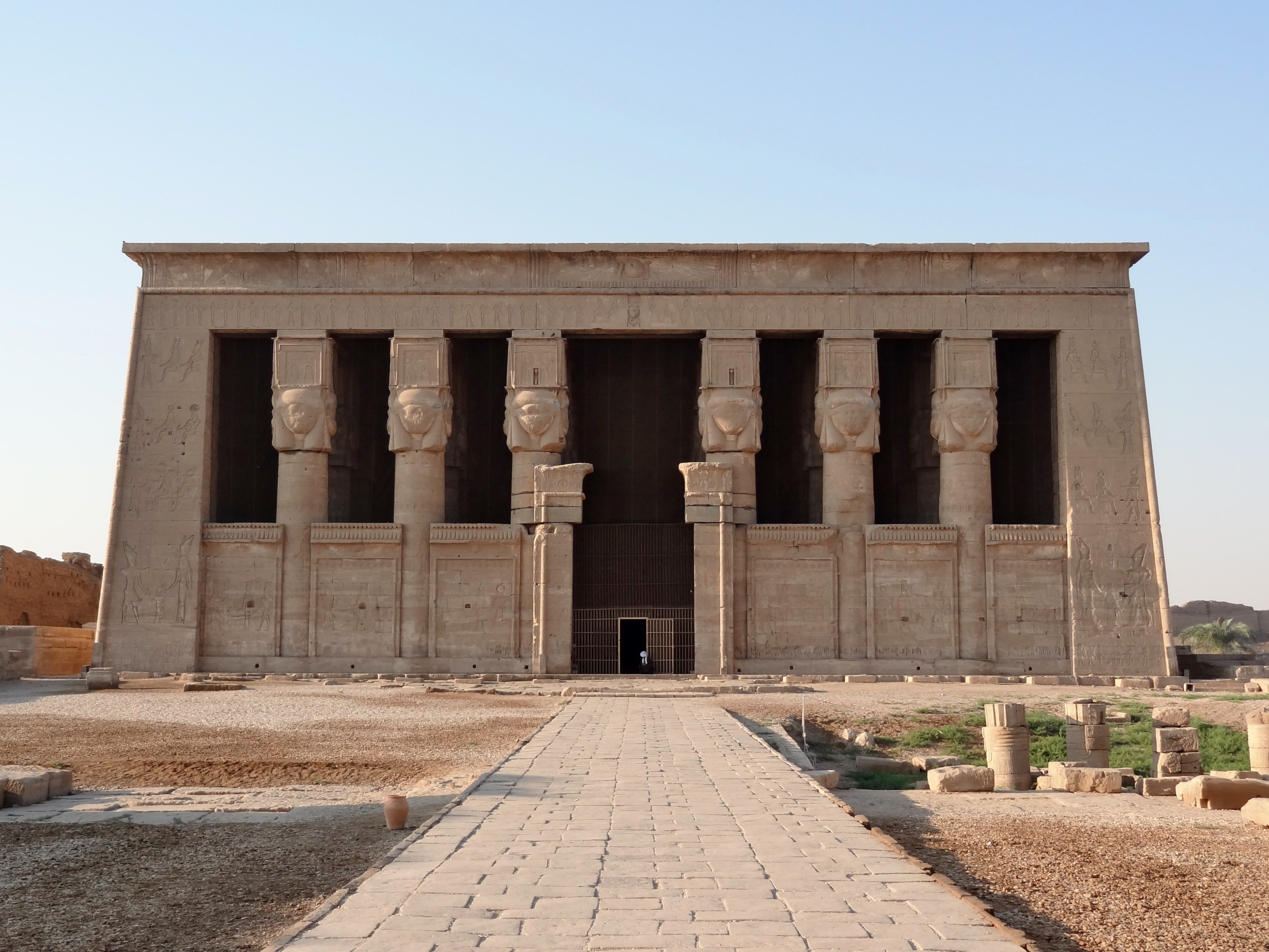
Портал храма Хатхор

Доминантой комплекса является храм Хатхор, один из наиболее сохранившихся в Верхнем Египте. Первоначальная структура храма претерпевала непрерывные модификации на протяжении Среднего царства и вплоть до начала правления римского императора Траяна. Строительство существующего храма началось в 54 году до н. э., в поздний птолемеевский период, во времена правления Птолемея Авлета. 
Храм построен на основе модульной сетки. Планировка сооружения делится на два одинаковых квадрата 12×12 модулей с небольшой связкой между ними, равной приблизительно 1 и ½ модуля (если измерять без наружных стен). Фасад также построен по традиционным правилам древнеегипетского зодчества. Внутренний гипостильный зал с 24 колоннами, увенчанными изображениями Хатхор, был построен во времена правления императора Тиберия. На потолке изображены астрономические сцены, на стенах — описание царского визита в храм. Здание отличается уникальностью архитектуры, аккуратностью и изящностью декорирования стен и колонн иероглифами и изображениями. Настенные скульптуры были дарованы в своё время императором Августом, Тиберием, Клавдием и Нероном. Изображения Клеопатры VI на стенах храма являются образцами птолемеевского египетского искусства.
В Дендере Хатхор почиталась как богиня неба и одновременно как сестра (супруга Гора Бехдетского). В третий месяц сезона шему (времени жары) празднично украшенная флотилия кораблей перевозила священную статую богини на юг в Эдфу, где по местным поверьям Хатхор сочеталась священным браком с местным божеством (соколом Гором Эдфуским или Бехдетским). Сыном этой супружеской четы в Дендере был бог музыки и танца Айхи. С последующим возвращением богини в Дендеру связывали уход старого года и приход нового. Ритуальная связь между Дендерой и Эдфу прослеживается со времени Аменемхета I (около 2000—1970 годов до н. э.) поскольку праздничная календарная надпись упоминает праздник воссоединения Гора Бехдетского и Хатхор.
Долгое время храм был занесён песком, что не спасло его от фанатиков и вандалов. Верхние помещения использовались в качестве конюшен, где разводились костры, отчего потолки и сегодня покрыты копотью, а многие росписи не могут быть восстановлены. Впервые раскопками храма Хатхор занялся в 1876 году немецкий египтолог Йоханнес Дюмихен. Позднее комплекс был исследован Мариетом.

### Дендерский зодиак
На крыше храма Хатхор помещалось несколько небольших святилищ Осириса, в одном из которых изображены солнечный диск и дендерский зодиак, представляющий собой древнеегипетский астрономический барельеф и содержит изображения 12 знаков зодиака. Данный рельеф, который Джон Х. Роджерс характеризовал как «единственную полную карту древнего неба, которую мы имеем», предположительно служил основой, на которой были построены более поздние астрономические системы. Во время Египетской кампании Наполеона, Доминик Виван-Денон зарисовал круглый, более известный, и прямоугольные зодиаки храма Хатхор. Зодиак был привезён в Париж в 1821 году, и в 1822 был помещен Людовиком XVIII в Королевскую библиотеку (позже получившую название Национальная библиотека Франции). В 1922 году зодиак был перенесен в Лувр. Копию изображения можно увидеть в музее Египта.

### Лампа Дендеры
Немало споров вызывают барельефы в храме Хатхор с лампами Дендеры, изображающими проведение культового обряда. Располагаются в дальней левой комнате почти под потолком и в тесных помещениях ниже уровня пола храма, доступ куда затруднён. По мнению специалистов, барельефы города Дендера изображают символ надёжности джед (хребет бога Осириса) и змею, рождающуюся из цветка лотоса, что является типичным набором символических изображений египетской мифологии. Змея, возникающая из лотоса, означает изобилие, связанное с ежегодным разливом Нила.
Околонаучные теории, основывающиеся на внешнем сходстве изображения, высказываются о возможности использования древними людьми осветительных приборов подобных современным. Идея базируется на внешней схожести изображения с подобными современными устройствами, например трубками Гейслера или Крукса. Египтологи связывают изображения с символизмом египтян, обозначивших «бога, прорастающего, подобно цветку».

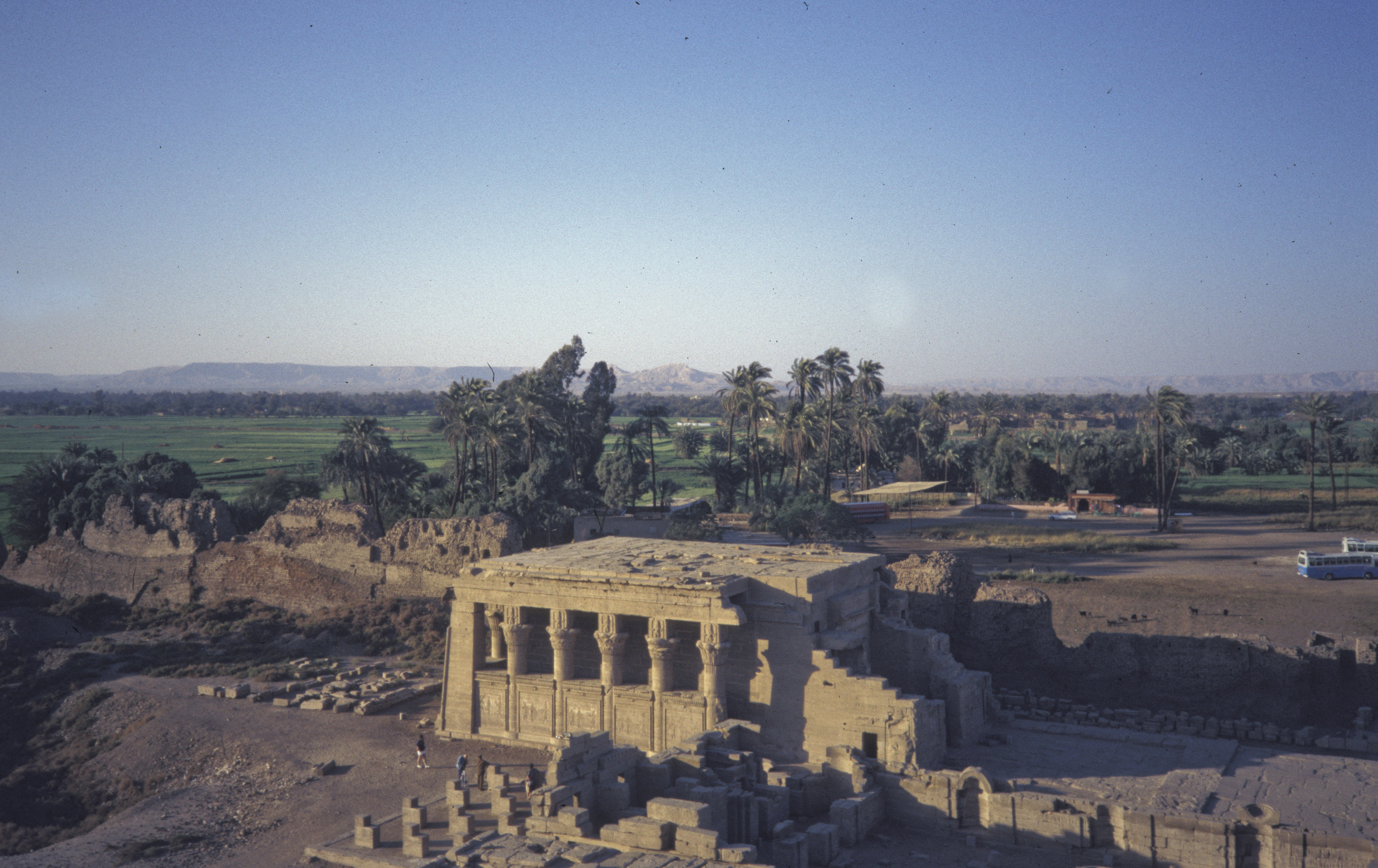
Римская маммиси
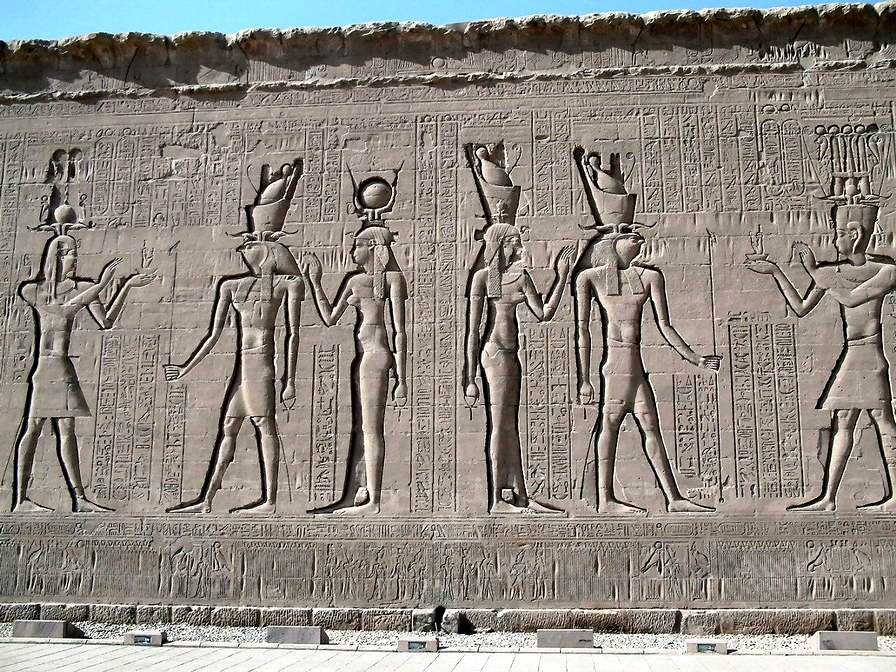
Внешняя стена храма Хатхор
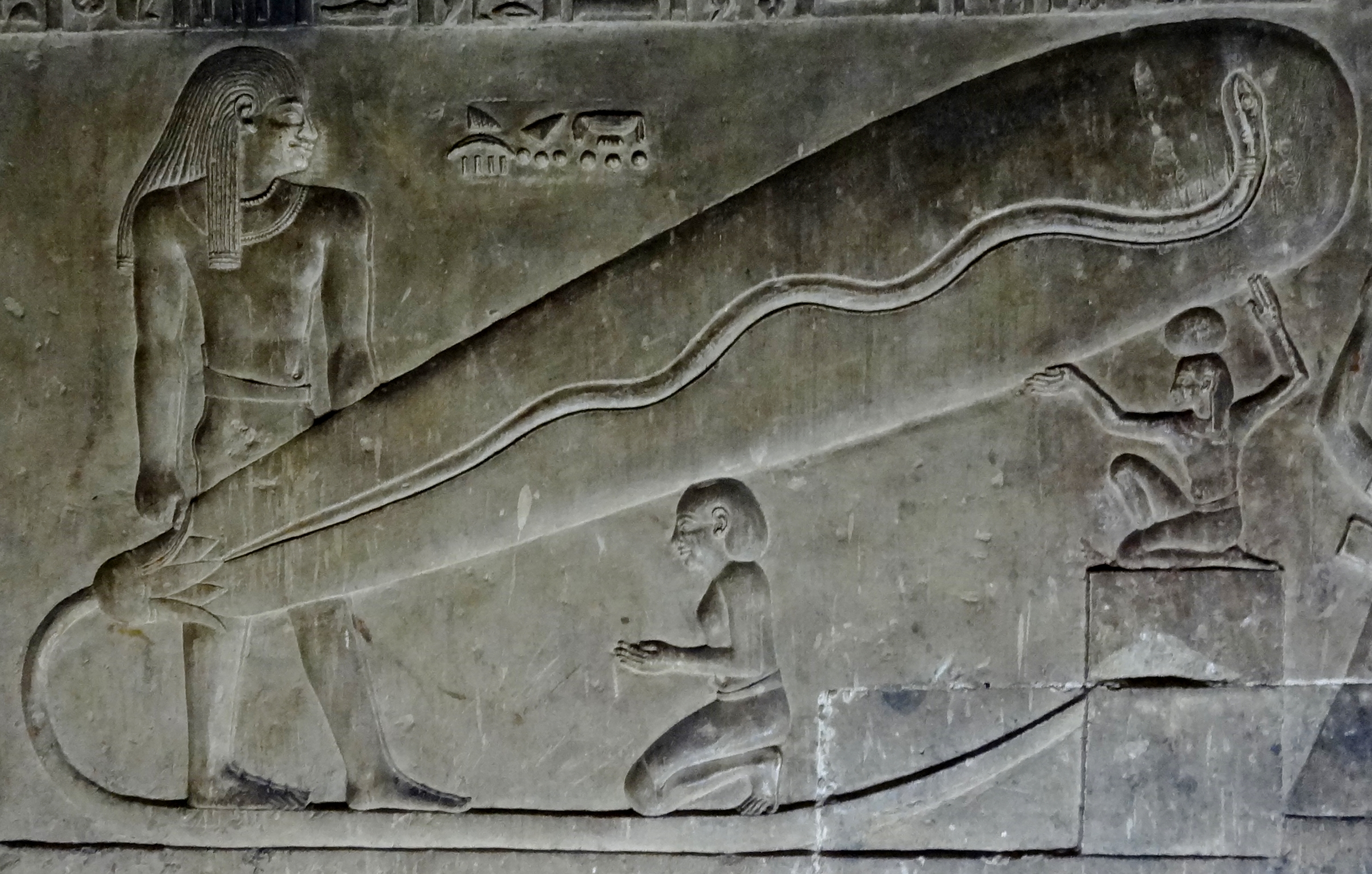
Лампы Дендеры
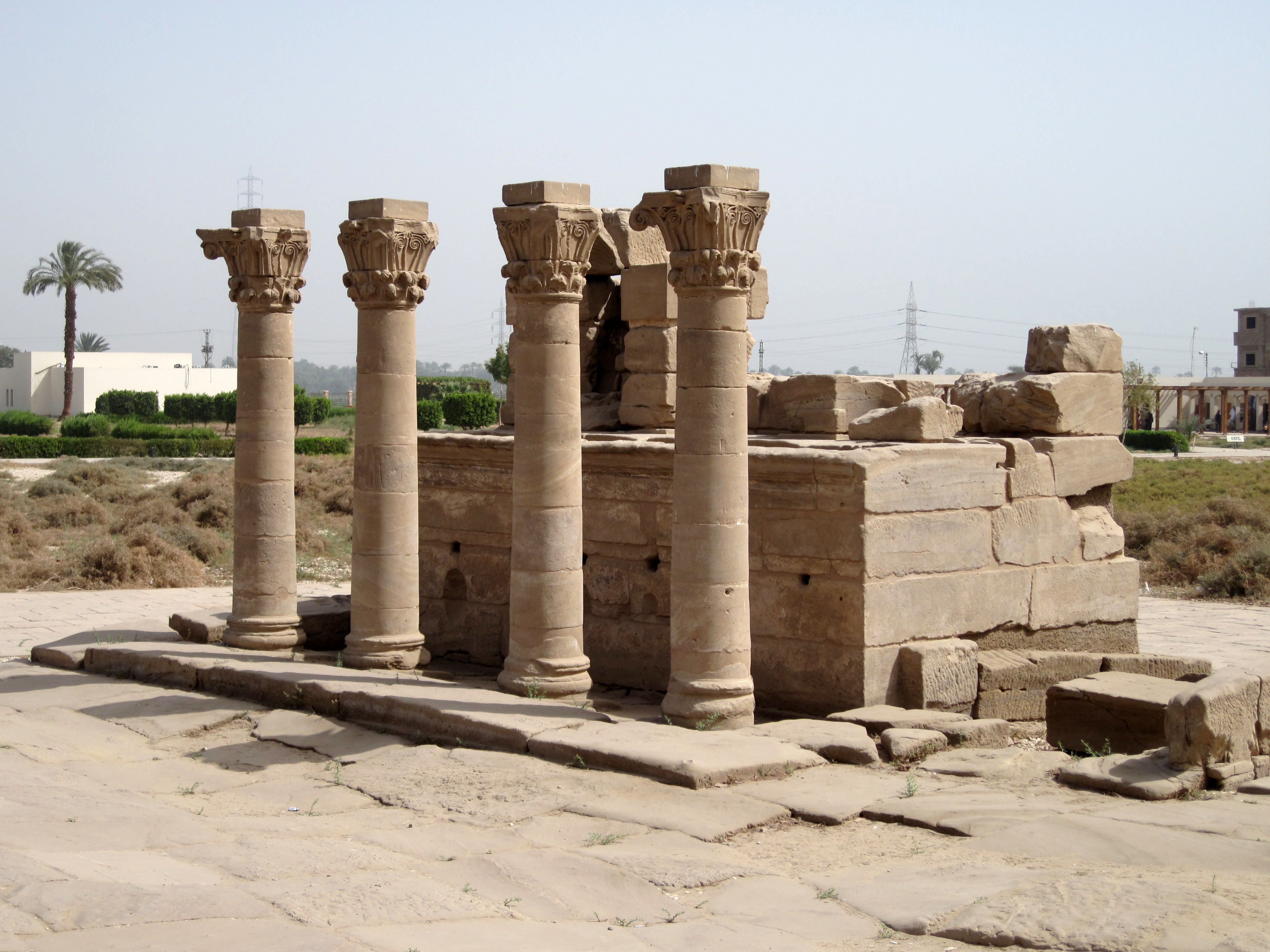
Римские колонны перед храмовым комплексом
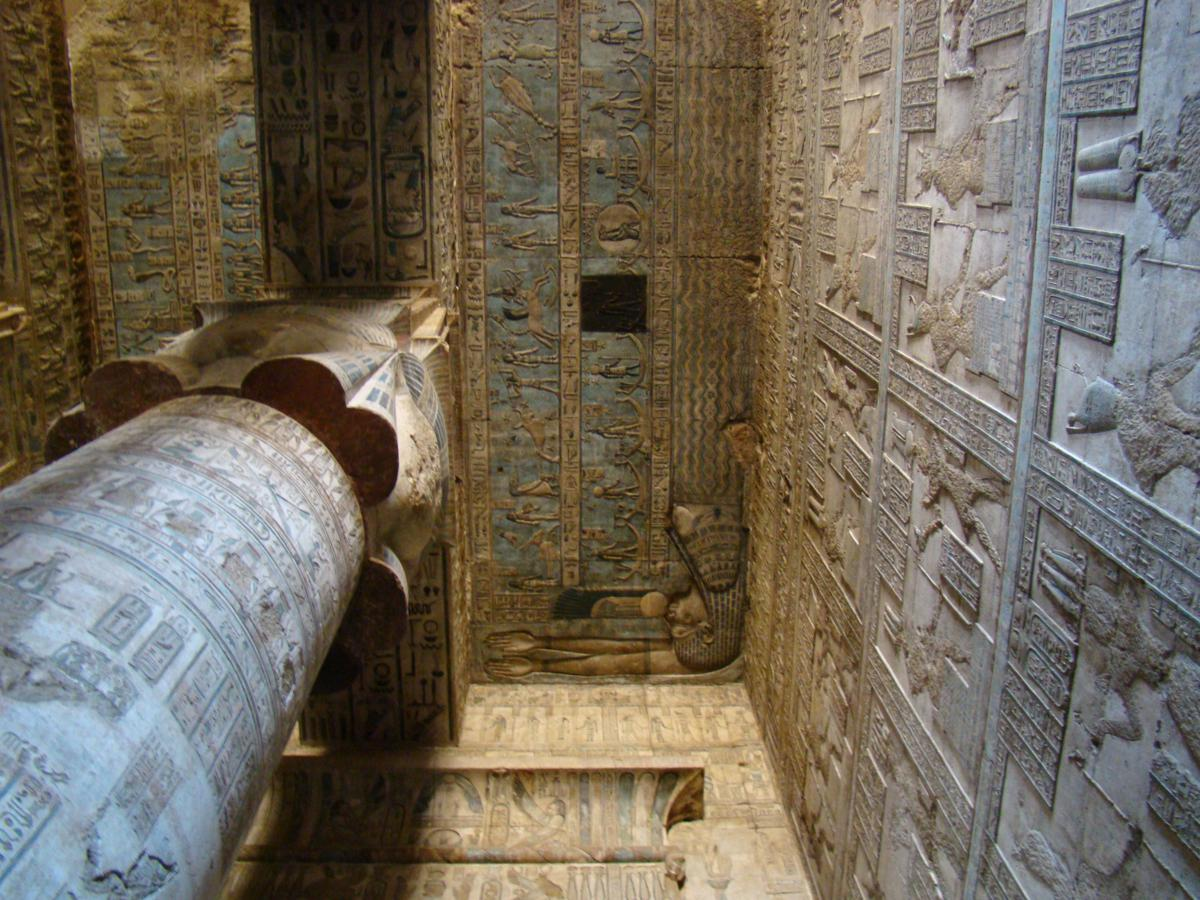
Капитель колонн храма

## Прилегающая территория
Западнее, за святилищем Хатхор находится небольшой храм Исиды, построенный и украшенный в правление Августа. Севернее — храм покрупнее периода Траяна. Другие постройки относятся ко времени Адриана и Антонина Пия.
На западе — засаженное пальмами священное озеро. Ведущие к Нилу подземные каналы и сегодня показывают уровень воды в реке. Неподалёку стояли ворота Ментухотепа II (перенесены в Каирский музей). Восточнее озера сохранилось несколько раннехристианских построек, которые могут быть связаны с монашеской деятельностью учеников Пахомия Великого.
Римская маммиса — это вспомогательное здание, построенное во времена правления Траяна и Марка Аврелия, с многочисленными рельефами, на которых Траян делает подношения египетским божествам.